# Leoti (Kansas)
Leoti – miasto w Stanach Zjednoczonych, w stanie Kansas, siedziba administracyjna hrabstwa Wichita.